# در سایه‌‌ها (فیلم ۲۰۰۱)
در سایه‌ها (انگلیسی: In the Shadows) یک فیلم دلهره‌آور و درام آمریکایی محصول سال ۲۰۰۱ به نویسندگی و کارگردانی ریک رومن وا با بازی متیو موداین، جیمز کان، جوی لورن آدامز، لیلو برانکاتو و کوبا گودینگ جونیور است. این فیلم در ۲۲ ژوئن ۲۰۰۱ در ایالات متحده اکران شد. در این فیلم، موداین نقش یک آدمکش حرفه‌ای را ایفا می‌کند که اریک اوبراین، که برای کشتن یک بدلکار کهنه کار هالیوود، لنس هیوستون (جیمز کان) فرستاده می‌شود، عاشق دختر هدف (آدامز) می‌شود و تصمیم می‌گیرد که خودش بدلکار شود. 

## داستان
یک هیت‌من به نام اریک اوبیرن (متیو موداین) از اوباش دستوراتی دارد: لنس هیوستون (جیمز کان) هماهنگ کننده بدل‌کاری هالیوود را بکشید. برای موفقیت، اریک به میامی سفر می‌کند و خود را به عنوان بدلکار وارد دنیای سینما می‌کند. او همچنین وارد یک عاشقانه خطرناک با دختر لنس، کلاریسا (جوی لورن آدامز) می‌شود. با نزدیک شدن زمان به عمل مرگبار، او شروع به رشد خودش وجدان می‌کند، پیشرفتی که می‌تواند بزرگترین دارایی یا ضعف مهلک او باشد.